# Confédération de la Wabash

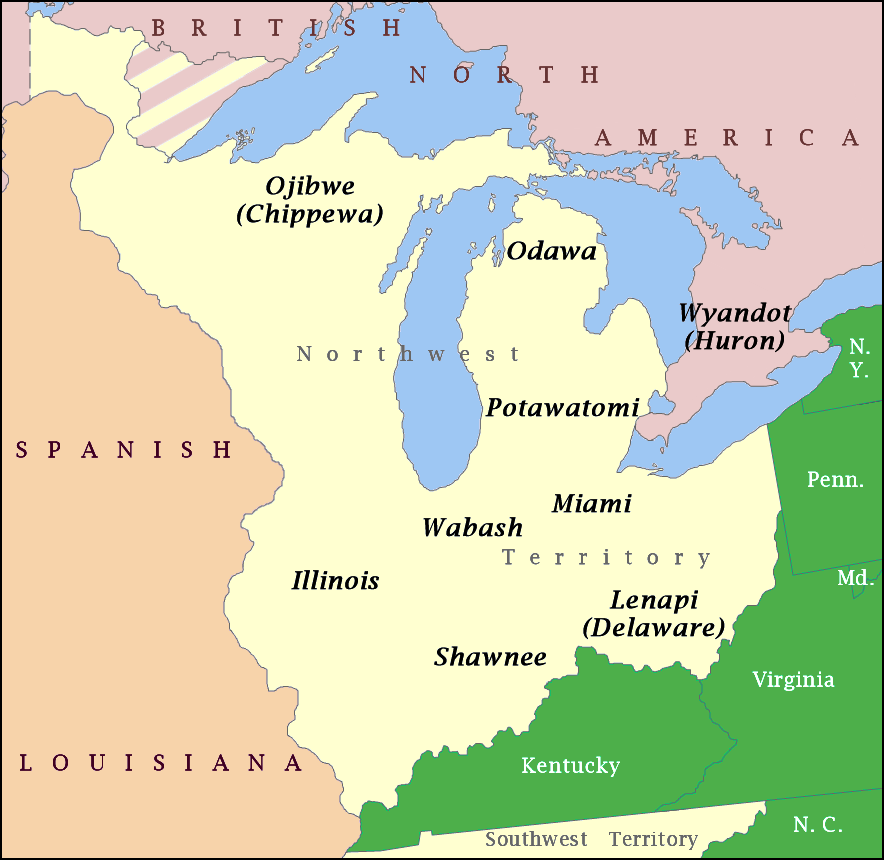
Carte des tribus autochtones de la région d’Indiana, Illinois et Ohio, dont les Wabash.

La confédération de la Wabash est une organisation politique regroupant au XVIIIe siècle des Amérindiens autour du cours de la rivière Wabash, un espace aujourd’hui découpé entre les États américains de l’Indiana, de l’Illinois et de l’Ohio. Les peuples autochtones de la Wabash étaient principalement des Weas et des Piankashaws, mais on comptait également des Kickapous, des Mascoutins et d'autres. En ce temps-là, les tribus autochtones d'Amérique ne représentent pas réellement des unités politiques et les villages le long de la Wabash sont avant tout des rassemblements multi-tribaux dépourvus de gouvernement central ; par suite, la confédération était avant tout une alliance informelle d'influents chefs de village.
Dans les années 1780, les notables de la confédération de la Wabash choisissent de s’allier avec d’autres Amérindiens habitant les terres de l’Ohio et de l’Illinois afin de résister ensemble à l’expansion de la jeune république des États-Unis née de la révolution américaine. En 1786, un Wyandot nommé Demi-Roi avertit le Congrès que les nations Wabash, Twightwee, et Miami contrarieraient les actions des géomètres des États-Unis ; le Congrès promet des représailles si cela devait se produire. Ce mouvement de résistance culmine avec la guerre amérindienne du Nord-Ouest.